# Ligne Keiō Takao
La ligne Keiō Takao (京王高尾線, Keiō Takao-sen) est une ligne ferroviaire de la compagnie privée Keiō à Hachiōji dans la préfecture de Tokyo au Japon. Elle relie la gare de Kitano à celle de Takaosanguchi au pied du Mont Takao. C'est une branche de la ligne Keiō.

## Histoire
La ligne Takao a été inaugurée le 1er octobre 1967. Elle a été construite en reprenant et en prolongeant le tracé de l'ancienne ligne Goryō (1930-1945).

## Service
Comme beaucoup de ligne au Japon, la ligne Keiō Takao est exploitée selon plusieurs services. Du plus omnibus au plus express :
- local (L)[2] ;
- rapide (R)[3] ;
- semi-express (SEX)[4] ;
- express (EX)[5] ;
- semi-spécial express (SSPEX)[6] ;
- spécial express (SPEX)[7] ;

## Interconnexions
La ligne Keiō Takao est interconnectée avec la ligne Keiō à Kitano en direction de Shinjuku.
À Sasazuka (ligne Keiō), les trains peuvent emprunter la ligne nouvelle Keiō puis la ligne Toei Shinjuku jusqu'à Motoyawata.

## Stations
La ligne comporte 7 gares numérotées KO-33 et de KO48 à KO-53.
Les trains locaux, rapides, semi-express, et semi-spécial express desservent toutes les gares.
- ● Désigne un service qui s’arrête à la gare ;

- ｜ Désigne un service qui passe à la gare sans marquer d'arrêt ;

| Numéro                        | Gare                          | Nom japonais                  | Distance (km)                 | EX                            | SPEX                          | Correspondances               | Ville    |
| ----------------------------- | ----------------------------- | ----------------------------- | ----------------------------- | ----------------------------- | ----------------------------- | ----------------------------- | -------- |
| ↑ Interconnexion ligne Keiō ↑ | ↑ Interconnexion ligne Keiō ↑ | ↑ Interconnexion ligne Keiō ↑ | ↑ Interconnexion ligne Keiō ↑ | ↑ Interconnexion ligne Keiō ↑ | ↑ Interconnexion ligne Keiō ↑ | ↑ Interconnexion ligne Keiō ↑ | Hachiōji |
| KO-33                         | Kitano                        | 北野                          | 0                             | ●                             | ●                             | Keiō : Keiō (interconnexion)  | Hachiōji |
| KO-48                         | Keiō-Katakura                 | 京王片倉                      | 1,7                           | ｜                            | ｜                            |                               | Hachiōji |
| KO-49                         | Yamada                        | 山田                          | 3,2                           | ｜                            | ｜                            |                               | Hachiōji |
| KO-50                         | Mejirodai                     | めじろ台                      | 4,3                           | ●                             | ●                             |                               | Hachiōji |
| KO-51                         | Hazama                        | 狭間                          | 5,8                           | ｜                            | ｜                            |                               | Hachiōji |
| KO-52                         | Takao                         | 高尾                          | 6,9                           | ●                             | ●                             | JR East : Chūō                | Hachiōji |
| KO-53                         | Takaosanguchi                 | 高尾山口                      | 8,6                           | ●                             | ●                             | Funiculaire Takao Tozan       | Hachiōji |

Les gares en gras peuvent servir de terminus pour certains trains.